# Giáo phận Thượng Hải
Giáo phận Thượng Hải là một giáo phận Công giáo tại thành phố Thượng Hải, Trung Quốc. Ngai của giám mục chính tòa đặt tại Nhà thờ chính tòa Thánh Ignatius. Ngoài ra, Vương cung thánh đường Đức Mẹ phù hộ các giáo hữu tọa lạc trên đồi Xà Sơn cũng thuộc giáo phận này.
Địa hạt này từng là một hạt đại diện tông tòa thuộc Giáo hội Latinh từ lúc thiết lập vào ngày 13 tháng 12 năm 1933 đến khi được Giáo tông Pius XII thăng lên bậc giáo phận vào ngày 11 tháng 4 năm 1946. Hiện nay, Giáo phận Thượng Hải trực thuộc Tổng giáo phận Nam Kinh.

## Các đời giám mục quản nhiệm
| STT | Tên                          | Thời gian quản nhiệm    | Ghi chú                                  |
| --- | ---------------------------- | ----------------------- | ---------------------------------------- |
| 1 † | Auguste Haouissée S.J.       | - 1933–1946 - 1946–1948 | - Đại diện Tông tòa - Giám mục Chính tòa |
| 2 † | Hồng y Ignatiô Cung Phẩm Mai | 1950–2000               | Giám mục Chính tòa                       |
| 3 † | Giuse Phan Trung Lương S.J.  | - 1985–2000 - 2000–2014 | - Giám mục phó - Giám mục Chính tòa      |
| 4   | Tađêô Mã Đạt Khâm            | - 2012–2014 - 2014–2023 | - Giám mục phó - Giám mục Chính Tòa      |
| 5   | Giuse Thẩm Bân               | 2023–nay                | Giám mục Chính tòa                       |